# 肯热加利·萨加季耶夫
肯热加利·阿贝诺维奇·萨加季耶夫（1938年2月18日—2020年7月25日），哈萨克斯坦经济学家、政治人物，哈萨克斯坦共和国国家科学院院士。

## 生平
1938年生于哈萨克苏维埃社会主义共和国庫斯塔奈州阿克科利村。1960年毕业于哈萨克斯坦国立大学经济系。后在莫斯科普列汉诺夫国立经济学院攻读研究生，同时从事科研工作。1977年获全博士学位，1978年晋升教授，1994年当选哈萨克斯坦国家科学院院士。1994年至1996年担任科学院主席。曾在哈萨克斯坦5所高等院校担任领导职务。他也是第三、第四届哈萨克斯坦议会下院议员（2004年－2011年），第四届议会下院财政委员会主席（2004年－2007年）。

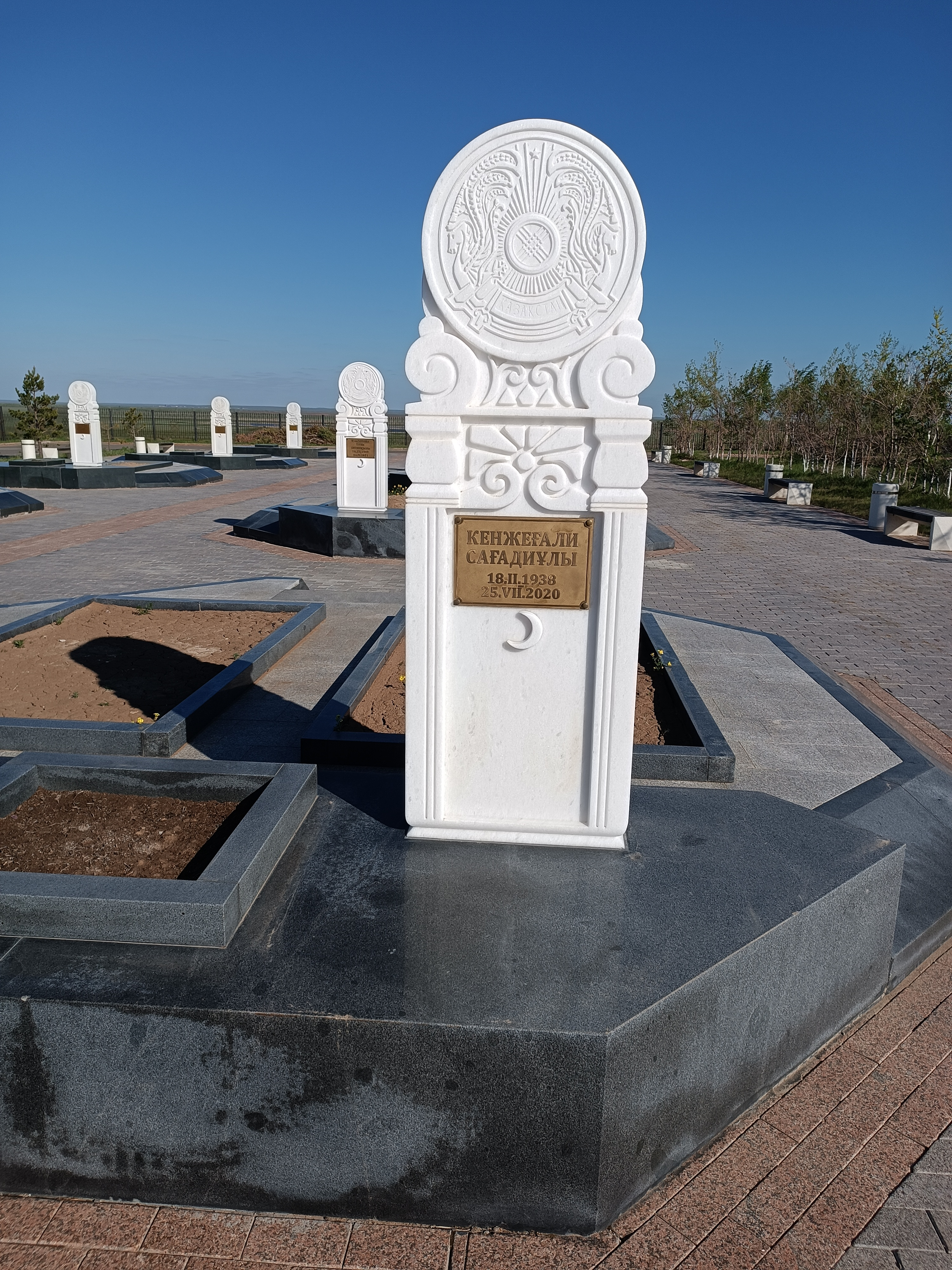

2020年7月25日因2019冠状病毒病逝世。